# Хеннинг, Соня
Соня Л. Хеннинг (англ. Sonja L. Henning; род. 4 октября 1969 года, Джэксон, штат Теннесси, США) — американская профессиональная баскетболистка, которая выступала в женской национальной баскетбольной ассоциации. Была выбрана на драфте ВНБА 1999 года во втором раунде под двадцать четвёртым номером клубом «Хьюстон Кометс». Играла на позиции атакующего защитника.

## Ранние годы
Соня Хеннинг родилась 4 октября 1969 года в городе Джэксон (штат Теннесси), выросла же она в городе Расин (штат Висконсин), где училась в средней школе Хорлик, в которой выступала за местную баскетбольную команду.